# Philippe Welti
Philippe Welti (* 6. März 1949 in Zürich; heimatberechtigt in Zürich und Zurzach) ist ein Schweizer Diplomat. 

## Leben
Philippe Welti studierte bis 1979 an der Universität Zürich, Lizenziat der Philologie und der Rechtswissenschaft.
1979 trat er in den auswärtigen Dienst. Von 1981 bis 1984 wurde er in der Direktion für internationale Organisationen beschäftigt. Von 1985 bis 1988 war er Botschaftssekretär in London. Von 1989 bis 1992 leitete er den Rechtsdienst der damaligen Direktion für Verwaltungsangelegenheiten und Aussendienst. 1993 wurde er stellvertretender Abteilungsleiter in der Politischen Direktion. Von 1996 bis 1997 wurde er in Bonn beschäftigt. Von 1998 bis 9. Juli 2004 wurde er beim Generalsekretariat des VBS beschäftigt, wo er die Direktion für Sicherheitspolitik leitete. Vom 1. August 2004 bis 15. Januar 2009 war er Botschafter in Teheran, anschliessend bis Ende 2011 Botschafter in Neu-Delhi. Danach trat er als Diplomat in Pension. Heute arbeitet er als strategischer Berater.
Philippe Welti ist der Sohn von Arthur Welti, Neffe 2. Grades von Albert J. Welti und Grossneffe von Albert Welti.
Er ist mit der früheren SVP-Generalsekretärin und späteren Generalsekretärin der Bergier-Kommission Myrtha Welti verheiratet und hat drei Kinder, darunter die Sängerin Sophie Hunger. Er wohnt in Zürich.

## Publikationen
- Kölns Rosenmontagszug und Zürichs Sechseläutenumzug (= Neujahrsblatt zum Bächtelistag 2008). Zunft zur Waag, Zürich 2008.
- Konstantinopels Zünfte vor dem Sultan, Zürichs Zünfte vor sich selbst (= Neujahrsblatt zum Bächtelistag 2009). Zunft zur Waag, Zürich 2009.
- Globalisierung zünftiger Geselligkeit. Die Teilnahme von Zürcher Zünften an der Lord Mayor’s Show in London 1984 und 2003 / Globalization of friendly socializing among guilds. Zurich guild members taking part in The Lord Mayor’s Show in London 1984 and 2003 (= Neujahrsblatt zum Bächtelistag 2010). Zunft zur Waag, Zürich 2010.
- Kaiser Franz Joseph und Wiens Zünfte 1879 (= Neujahrsblatt zum Bächtelistag 2011). Zunft zur Waag, Zürich 2011.
- mit Gaudenz Welti: Albert Welti, 1862–1912. Schweizer Maler und Zürcher Zünfter. Ein Lebensbild des um 1900 bekanntesten Schweizer Malers und Zeichners (= Neujahrsblatt zum Bächtelistag 2012). Zunft zur Waag, Zürich 2012, ISBN 978-3-033-03314-6.
- Zürichs Sechseläuten-Böögg. Umzüge in Indien und der Schweiz – Erstaunliche Ähnlichkeiten / Bombay's Ganesh Chaturthi. Parades and Processions in India and Switzerland – Amazing similarities (= Neujahrsblatt zum Bächtelistag 2013). Zunft zur Waag, Zürich 2013, ISBN 978-3-033-03796-0.
- mit Peter Aisslinger: 100 Jahre neue Universität Zürich und Zürichs Zünfte. Der Festzug der Zünfte Zürichs zur Einweihung der neuen Universität Zürich am 20. April 1914 (= Neujahrsblatt zum Bächtelistag 2014). Zunft zur Waag, Zürich 2014, ISBN 978-3-9524264-0-1.
- mit Christiane Welti: Arthur Welti. Reporter – Regisseur – Radiolegende (= Schweizer Pioniere der Wirtschaft und Technik. Bd. 98). Pioniere, Zürich 2014, ISBN 978-3-909059-60-7.
- "Logbook of an Ambassador": Regelmässige Kolumne auf der Website der Stiftung Indiary, welche sich für die Entwicklung der Beziehungen zwischen Indien und Europa einsetzt (www.indiary.org)
- Wie deutsch ist Zürich? (= Neujahrsblatt zum Bächtelistag 2018). Zunft zur Waag, Zürich 2018.
- Kein französischer König in Zürich (= Neujahrsblatt zum Bächtelistag 2019). Zunft zur Waag, Zürich 2019.
- Das Froschauer Wurstessen von 1522 – eine Fussnote der Weltgeschichte (= Neujahrsblatt zum Bächtelistag 2022). Zunft zur Waag, Zürich 2022.